# Буково (Московская область)
Бу́ково — деревня в Луховицком районе Московской области. Входит в состав сельского поселения Фруктовское. До 2004 года входила в состав Фруктовского сельского округа.
Расположена вдоль ветки Рязанского направления Московской железной дороги.
Прежнее название: село Буково-Спасское, Зарайский уезд, Рязанская губерния.

## Достопримечательности
- Недалеко от села находятся остатки древнего города Перевитска.
- Ранее в селе была церковь Преображения Господня, основанная не позже XVIII века вместо упразднённого храма в Перевитске. После строительства церкви в селе Горки (Фруктовая) не использовалась. Последнее здание построено в 1800 году. Разрушена в XX веке.